# 2017年3月逝世人物列表
2017年逝世人物列表：1月 - 2月 - 3月 - 4月 - 5月 - 6月 - 7月 - 8月 - 9月 - 10月 - 11月 - 12月
2017年3月逝世人物列表，是用于汇总2017年3月期间逝世人物的列表。

## 依日期排序

### 31日
- 许晓麓，96岁，中国诉讼法学家，武汉大学法学院副教授。[1]
- 蔣志平，101歲，中華民國教育家。[2]
- 吉爾伯特·貝克（英語：Gilbert Baker），65歲，美國藝術家及同性戀活動家，彩虹旗設計者。[3]
- 小威廉·塔德斯·科爾曼（英语：William Thaddeus Coleman Jr.），96歲，美國律師（布朗訴托皮卡教育局案）、聯邦法官和政治人物，前美国运输部长，死於腦退化症。[4]
- 魯珀特·康威爾（英语：Rupert Cornwell），71歲，英國記者（《獨立報》）。[5]
- 安富信哉（日語：安冨 信哉），73岁，日本文学博士、真宗学高僧。[6]
- 安藤贞雄（日語：安藤 貞雄），89岁，日本英语学家、语言学家，广岛大学教授。[7]

### 30日
- 保罗·汉密尔顿（英語：Paul Hamilton），70歲，尼日利亞足球運動員及經理人（尼日利亞國家隊）。[8]
- 高飛，65歲，香港動作演員、武術指導、電影投資者。死於前列腺癌。[9]
- 余志堅，53歲，中國大陸教師。湖南三君子之一，在八九民運期間向天安門城樓上的毛澤東畫像投擲油漆、雞蛋。死於糖尿病併發症。[10]
- 金基龍（韓語：김기룡），77歲，北韓政治人物，前朝鮮勞動黨中央委員會委員及最高人民会议代議員。[11]
- 加奈山径（日語：加奈山 径），83岁，日本作家。[12]
- 羅伯特·馬霍尼（英语：Robert Mahoney），95歲，美國政治人物，前密歇根州众议院議員。[13]

### 29日
- 阿列克谢·阿列克谢耶维奇·阿布里科索夫（俄語：Алексей Алексеевич Абрикосов），88歲，俄罗斯物理学家，2003年诺贝尔物理学奖得主。[14]
- 劉慕沙，82歲，台灣翻譯家，作家朱天文、朱天心、朱天衣的母親。[15]
- 斯蒂恩·邁爾斯（英語：Steen Miles），70歲，美國記者及政治人物，前佐治亚州参议院議員，死於肺癌。[16]
- 若昂·吉爾伯托·諾爾（英语：João Gilberto Noll），70歲，巴西作家。[17]
- 李菊红，94岁，中国钢琴教育家，原中央音乐学院院钢琴系教授。[18]

### 28日
- 艾哈邁德·凱瑟拉達（英语：Ahmed Kathrada），87歲，南非反種族隔離活動家和政治人物，前南非议会議員，死於腦栓塞併發症。[19]
- 威廉·麥克弗森（英语：William McPherson (writer)），84歲，美國記者（《华盛顿邮报》）及編輯，普立茲獎（英语：Pulitzer Prize for Criticism）得獎人（1977年），死於心臟衰竭和肺炎併發症。[20]
- 恩·維塔馬（英语：Enn Vetemaa），80歲，愛沙尼亞作家。[21]
- 阎启俊，66岁，中国政治人物，青岛市委原书记。[22]

### 27日
- 马宾，102岁，中國大陸企業家，原国务院经济研究中心副总干事、鞍山钢铁公司总经理。[23]
- 大衛·斯托（英语：David Storey），85歲，英國小說家（《薩維耶（英语：Saville (novel)）》）、編劇（《如此運動生涯（英语：This Sporting Life）》）及劇作家（《家（英语：Home (play)）》），死於帕金森氏症和老年癡呆症。[24]
- 史蒂夫·威廉甘特（英语：Steve Vaillancourt），65歲，美國政治人物，前新罕布什尔州众议院議員。[25]
- 羅崇文，60歲，香港政府官员，前香港民航處處長。死於肺炎。（消息發佈日期）[26][27]
- 黄辉白，88岁，中国园艺学家，华南农业大学园艺学院教授。[28]
- 傅声远，88岁，中国武术家。[29]

### 26日
- 鄭問，本名鄭進文，58歲，台灣漫畫家，死於心肌梗塞。[30]
- 托德·弗洛維斯（英语：Todd Frohwirth），85歲，美國棒球運動員（巴尔的摩金莺、費城費城人），死於胃癌。[31]
- 薇拉·斯皮諾羅瓦（捷克语：Věra Špinarová），65歲，捷克歌手。[32]
- 朴異汶（朝鲜语：박이문），86歲，韓國哲學家。[33]

### 25日
- 卡思伯特·塞巴斯蒂安爵士（英語：Sir Cuthbert Sebastian），95歲，前圣基茨和尼维斯總督（1996年－2013年）。[34]
- 谢静宜，81岁，中国政治人物，曾任第四届全国人大常委会委员、中共中央委员、中共北京市委书记、中国共青团北京市委书记、中共清华大学党委副书记[35]。
- 馬塞洛·平托·卡瓦列拉（英语：Marcelo Pinto Carvalheira），88歲，巴西羅馬天主教主教，前天主教瓜拉比拉教区主教及天主教帕拉伊巴总教区大主教。[36]
- 特奧多爾·奧茲曼（英语：Teodor Oizerman），102歲，俄羅斯哲學家。[37]
- 許槿旭（朝鲜语：허근욱），86歲，韓國小說家。[38]

### 24日
- J·艾倫·亞當斯（英语：J. Allen Adams），85歲，美國政治人物，前北卡罗来纳州众议院議員。[39]
- 休伯特·哈默雷爾（英语：Hubert Hammerer），92歲，奧地利射擊運動員，1960年奧運冠軍（英语：Shooting at the 1960 Summer Olympics – Men's 300 metre free rifle, three positions）。[40]
- 崔中洛（朝鲜语：최중락），87歲，韓國警官。[41]
- 王继川，99岁，中国政治人物，曾任吉林省人民政府副秘书长兼办公厅主任。[42]

### 23日
- 英格博格·拉波波特（德語：Ingeborg Rapoport），104歲，德國新生兒學家。[43]
- 威廉·亨利·基勒（英語：William Henry Keeler），86歲，美國天主教司鐸級樞機，巴爾的摩總教區榮休總主教。[44]
- 梅爾·愛因斯坦（英语：Meir Einstein），65歲，以色列體育廣播員。[45]
- 傑尼斯·沃羅年科夫（俄語：Денис Вороненков），45歲，俄羅斯政治人物，前国家杜马議員，中槍身亡。[46]
- 万国权，99岁，中国人民政治协商会议第八届、九届全国委员会副主席，中国民主建国会第六届中央委员会常务副主席，第七届、八届中央委员会名誉副主席。[47]

### 22日
- 荒木見悟（日語：荒木 見悟），99歲，日本漢學家。[48]
- 安迪·科根（英语：Andy Coogan），99歲，蘇格蘭作家和二戰退伍軍人。[49]
- 哈立德·馬蘇德（英語：Khalid Masood），52歲，英國恐怖分子（2017年倫敦西敏恐怖襲擊事件），中槍身亡。[50]
- 丹斯里黃順開，90歲，馬來西亞政治人物、外科醫師，前砂拉越副首長、人聯黨第三任主席。[51]
- 邱少明，50歲，香港消防處消防總隊目。[52]
- 邱佩雯，23歲，台灣手球國手、教練，2015第三屆東亞U22手球錦標賽獲得第三名。死於交通意外。[53]
- 佐藤大輔（日語：佐藤 大輔），52歲，日本小說家、遊戲設計師。知名作品《學園默示錄》。死於心臟病。[54]

### 21日
- 亨利·埃馬努耶利（英语：Henri Emmanuelli），71歲，法國政治人物，前國民議會議長，死於急性支氣管炎併發症。[55]
- 羅伊·費雪（英语：Roy Fisher），89歲，英國詩人和爵士鋼琴家。[56]
- 斯科特·麥吉爾夫雷（英語：Scott McGilvray），51歲，美國政治人物，前新罕布什爾州參議院議員。[57]
- 馬丁·麥吉尼斯（英語：Martin McGuinness），66歲，北愛爾蘭政治人物，前北爱尔兰副首席部長、英国下议院議員、北愛爾蘭議會議員及臨時派愛爾蘭共和軍領袖，死於澱粉樣變性併發症。[58]
- 查克·巴里斯 (英語：Chuck Barris）, 88歲，美国电视节目主持人。[59]
- 陈绍蕃，98岁，中国结构工程专家和教育家，西安建筑科技大学教授。[60]

### 20日
- 肥田舜太郎（日語：肥田 舜太郎），100歲，日本醫生，廣島原爆倖存者，死於肺炎併發症。[61]
- 大衛·洛克菲勒（英語：David Rockefeller），101歲，美國銀行家、慈善家，洛克菲勒家族第三代，死於心臟衰竭。[62][63]
- 羅伯特·史威爾斯（英語：Robert B. Silvers），87歲，美國雜誌編輯（《纽约书评》）。[64]
- 路君平，53岁，中国金融学家，中国人民大学财政金融学院副教授。[65]
- 姚文，95岁，中国革命家，延安新华广播电台第一代女播音员。[66]
- 张世英，98岁，中国飞行器进气道专家，南京航空航天大学能源与动力学院教授。[67]

### 19日
- 李麗華，92歲，台灣資深演員。[68]
- 祖拜達·高爾杉·亞拉，74歲，孟加拉作家，艾庫西帕達獎（英语：Ekushey Padak）得獎人。[69]
- 岡崎富子（日語：岡崎 トミ子），73歲，日本女性政治人物，曾任國會議員等職。[70]
- 羅傑·皮肯（英语：Roger Pingeon），76歲，法國公路單車賽選手，1967年環法自行車賽（英语：1967 Tour de France）冠軍，死於心臟病發。[71]
- 劉希泳，60歲，香港商人，中國中央電視台節目主持人劉芳菲的丈夫。[72]

### 18日
- 唐·亨斯坦，88岁，美国摄影师，死於阿兹海默症。[73]
- 查克·貝里（英語：Chuck Berry），90歲，美國搖滾樂歌手。[74]
- 尤金·克拉姆·福希（英语：Eugene Crum Foshee），71歲，美國政治人物，前亚拉巴马州众议院議員。[75]
- 喬·馬費拉（英语：Joe Mafela），75歲，南非演員（《戰血染征袍》、《大煞星與亡命客（英语：Shout at the Devil (film)）》、《逃離安哥拉（英语：Escape from Angola）》）。[76]
- 米洛斯拉夫·弗爾克（捷克語：Miloslav Vlk），84歲，捷克羅馬天主教主教，前天主教布拉格总教区總主教，死於癌症。[77]
- 廖俊波，49岁，中共福建省南平市委常委、南平市副市长，曾被授予“全国优秀县委书记”称号，死於车祸[78]。
- 潘守文，84岁，中国大气科学家，南京大学教授。[79]
- 伯尼·萊特森（英語：Bernie Wrightson），68歲，美國漫畵界的恐怖傳奇，驚悚漫畵大師，沼澤怪物之父。與腦癌抗爭多年後辭卋。

### 17日
- 莫琳·豪伊（英语：Maureen Haughey），91歲，愛爾蘭政治人物。[80]
- 勞里納斯·斯坦科維丘斯（英语：Laurynas Stankevičius），81歲，前立陶宛总理。[81]
- 德里克·沃尔科特爵士（英語：Sir Derek Walcott），87歲，圣卢西亚诗人，1992年诺贝尔文学奖获得者。[82]
- 邝治中（英语：Peter_Kwong_(academic)），76岁，美国华人历史学者，亨特大学城市事务与规划杰出教授和纽约市立大学研究生中心社会学教授。[83]

### 16日
- 托尼·巴羅（英语：Tony Barrow (rugby league)），45歲，英格蘭聯盟式橄欖球運動員（斯溫頓獅子（英语：Swinton Lions）），死於癌症。[84]
- 優素福·圖阿蒂（英语：Youcef Touati），27歲，法國出生的阿爾及利亞足球運動員（红星），死於交通意外。[85]

### 15日
- 李雅樵，88歲，台灣政治人物，前台南縣長。[86]
- 羅伯特·G·鄧恩（英語：Robert G. Dunn），94歲，美國政治人物，前明尼蘇達州參議院及眾議院議員。[87]
- 伊姆雷·迪梅尼（英语：Imre Dimény），94歲，匈牙利農業工程師和政治人物，前農業及食物部部長（英语：Minister of Agriculture (Hungary)）。[88]
- 宋安，66岁，柬埔寨政治人物，时任副首相。[89]
- 阮福保陞，73岁，越南貴族，阮朝皇位繼任人。[90]
- 戴夫·史托沃斯（英语：Dave Stallworth），75歲，美國籃球運動員（纽约尼克斯、华盛顿奇才）。[91]
- 李德生，77岁，中国政治人物，佳木斯市人大常委会原副主任。[92]
- 何建邦，80岁，中国地理信息系统专家，国际欧亚科学院院士。[93]
- 黄光琦，84岁，中国肿瘤学专家，四川大学华西医院教授。[94]

### 14日
- 陳麗麗，65歲，台灣女演員。[95]
- 尼廷·卡普爾（英语：Nitin Kapoor），58歲，印度電影製片人。[96]
- 安德烈·托斯（英语：André Tosel），75歲，法國马克思主义哲學家。[97]
- 渡瀨恒彥（日语：渡瀬恒彦），72歲，日本男演員，同為演員的兄長為渡哲也（日语：渡哲也）胞弟。死於多重器官衰竭。[98]

### 13日
- 何春木，94歲，台灣政治人物，戒嚴時期黨外人士，民主進步黨創黨元老。[99]
- 基卡·德拉·加爾薩（英語：Kika de la Garza），89歲，美國政治人物，前美國眾議院德克薩斯州第十五國會選區代表議員，死於腎衰竭。[100]
- 莎拉·希門尼斯（英语：Sarah Jiménez），90歲，墨西哥藝術家。[101]
- 索乐文（英語：Richard Harvey Solomon），79歲，前任美國國務院東亞暨太平洋事務助卿。[102]
- 村岡博人（日語：村岡 博人），85歲，日本運動員、記者，前國家足球隊守門員，原共同通信社國會方面名記者。[103]

### 12日
- 穆雷·鮑爾（英语：Murray Ball），78歲，新西蘭漫畫家（《腳掌公寓（英语：Footrot Flats）》）。[104]
- 普羅賓·因尼斯爵士（英语：Probyn Inniss），80歲，聖基茨和尼維斯律師，聖克里斯多福及尼維斯總督（1975年－1981年）。[105]
- 斯塔夫羅·捷巴（英语：Stavro Jabra），70歲，黎巴嫩漫畫家。[106]
- 阿纳托利·切尔尼亚耶夫（俄語：Анатолий Черняев），95岁，苏联历史学家。[107]
- 荣维木，65岁，中国抗日战争史专家、《抗日战争研究》杂志原主编。[108]

### 11日
- 勞埃德·康諾弗（英语：Lloyd Conover），93歲，美國科學家，四環黴素發明人。[109]
- 李昭，95岁，前中共中央总书记胡耀邦夫人。[110]
- 崔小萍，95歲，台灣廣播及影劇界人士，白色恐怖期間身繫冤獄。[111]

### 10日
- 馬里·埃文斯（英语：Mari Evans），93歲，美國詩人。[112]
- 麥慕年（英語：Art McMullin），94歲，英國殖民地法官，香港上訴法庭按察司（1979年－1986年）、終審法院非常任法官（1997年－2003年）。[113]
- 羅伯特·詹姆斯·華勒（英語：Robert James Waller），77歲，美國作家，知名作品《麥迪遜之橋》。[114]
- 阿蘭·樂夫耶（英语：Alain Levoyer），76歲，法國政治人物。[115]
- 約翰·蘇爾特斯（英語：John Surtees），83歲，英國車手。[116]
- 俞大光，99岁，中国理论电工和电子工程专家，中国工程院院士。[117]
- 薛社普，99岁，中国细胞生物学家，中国科学院院士。[118]

### 9日
- 米克·亞當斯（英语：Mick Adams），65歲，英國聯盟式橄欖球運動員（威德尼斯維京人（英语：Widnes Vikings））。[119]
- 弗拉基米尔·沃尔科夫（俄語：Владимир Волков），77岁，俄罗斯外交官，前驻埃塞俄比亚大使（1995年－1999年）。[120]
- 霍華德·霍奇金爵士（英語：Sir Howard Hodgkin），84歲，英國抽象畫家，1985年獲唐納獎。[121]
- 拉敏瑞（英语：Hla Myint），97歲，緬甸經濟學家。[122]

### 8日
- 艾澤雷特·安德森（英语：Ezzrett Anderson），97歲，美國加拿大式足球運動員（卡加利史丹必（英语：Calgary Stampeders））。[123]
- 金鳳朝（朝鲜语：김봉조 (수영 선수)），69歲，韓國游泳運動員。[124]
- 李元簇，93歲，中華民國政治人物，曾擔任中華民國第八屆副總統等職務。[125]
- 達尼洛·梅納迪（英语：Danilo Mainardi），83歲，意大利生態學家和作家。[126]
- 喬治·安德魯·歐拉（英語：George Andrew Olah），89歲，美籍匈牙利化學家，1994年諾貝爾化學獎得主。[127]

### 7日
- 紀剛，本名趙岳山，96歲，中華民國作家及醫生，著有《滾滾遼河》。[128]
- 徐祖耀，95岁，中国材料科学家、教育家，中国科学院院士。[129]
- 朗纳·德瑞福（英語：Ronald Drever），85岁，英国实验物理学家，加州理工学院荣誉教授，LIGO计划创始人之一。[130]
- 塔德烏什·雷巴克（英语：Tadeusz Rybak），87歲，波蘭羅馬天主教主教，前天主教莱格尼察教区主教。[131]
- 海倫·索莫斯（英語：Helen Sommers），84歲，美國政治人物，前華盛頓州眾議院（英语：Washington House of Representatives）議員。[132]
- 胡安·卡洛斯·托里尼奧（英语：Juan Carlos Touriño），72歲，西班牙足球運動員（皇家马德里）。[133]
- 漢斯·德默爾特（西班牙語：Hans Georg Dehmelt），94歲，德國-美國物理學家，1989年獲諾貝爾物理學獎。[134][135]

### 6日
- 胡寿根，57岁，中国工程师，上海理工大学校长（2013年－2017年）。[136]
- 沙究，本名胡幸雄，75歲，台灣小說家。[137]
- 約阿希姆·巴斯拉（英语：Joachim Baxla），66歲，印度政治人物，前印度议会議員，死於癌症。[138]
- 拉比·雷（英语：Rabi Ray），90歲，印度政治人物，前印度人民院議長（英语：Speaker of the Lok Sabha）。[139]

### 5日
- 庄焰，99岁，中华人民共和国外交官。[140]
- 邦妮·伯納德（英语：Bonnie Burnard），72歲，加拿大小說家。[141]
- 伯克·戴（英語：Burke Day），62歲，美國政治人物，前喬治亞州眾議院議員。[142]
- 傑伊·林奇（英语：Jay Lynch），72歲，美國地下漫画作家和編輯。[143]

### 4日
- 讓-克里斯托夫·阿韋蒂（英语：Jean-Christophe Averty），88歲，法國電視和電台總監。[144]
- 海倫·M·馬歇爾（英语：Helen M. Marshall），87歲，美國政治人物，前皇后區行政區長（英语：Borough president）與纽约州众议院議員。[145]
- 克萊頓·尤特（英语：Clayton Yeutter），86歲，美國政治人物，前美國貿易代表及農業部長，死於結腸直腸癌。[146]

### 3日
- 米利亞姆·科隆（英语：Míriam Colón），80歲，波多黎各女演員（《疤面煞星》、《一球成名》），死於肺部感染。[147]
- 湯米·佩吉（英語：Tommy Page），46歲，美國歌手。[148]
- 勒內·普雷瓦爾（法語：René Garcia Préval），74歲，海地前總統。[149]
- 安妮·克莉絲汀·敘德內斯（挪威語：Anne Kristin Sydnes），60歲，挪威政治人物，前國際發展部長（英语：Minister of International Development (Norway)）。[150]

### 2日
- 楚崧秋，96岁，中華民國新聞界耆老，曾任中國國民黨文化工作會主任等職。[151]
- 艾力，本名王爱丽，61岁，南京电视台第一代主持人。[152]
- 徐坚白，91岁，中国油画家，原广州美术学院油画系教授，油画系主任，原广东省美协副主席、广东省文联委员、广东油画会会长。[153]
- 何伯森，84岁，中国工程管理专家，原天津大学管理工程系系主任。[154]
- 岩间伸之（日語：岩间 伸之），51岁，日本社会福利学家，大阪市立大学教授。[155]
- 閔旭（朝鲜语：민욱），69歲，韓國男演員。[156]
- 托米·蓋梅爾（英语：Tommy Gemmell），73歲，蘇格蘭足球運動員（凯尔特人、邓迪、蘇格蘭代表隊）及經理人。[157]
- 西蒙·霍布迪（英语：Simon Hobday），76歲，南非高爾夫球運動員。[158]

### 1日
- 寶拉·福克斯（英語：Paula Fox），93歲，美國兒童文學作家、小說家。[159]
- 塔妮婭·道爾頓（英语：Tania Dalton），45歲，新西蘭網球運動員（國家隊），死於動脈瘤併發症。[160]
- 丹斯里金斯·三蘇丁（英语：Jins Shamsuddin） ，81歲，馬來西亞演員。[161]
- 釜萢弘（日语：かまやつひろし），78歲，藝名，日本音樂人。[162]